# Shadow Warrior 2
Shadow Warrior 2 — компьютерная игра в жанре шутера от первого лица, разработанная студией Flying Wild Hog и выпущенная Devolver Digital. Она является сиквелом игры Shadow Warrior 2013 года, перезагрузки оригинала 1997 года. Игра была выпущена для Microsoft Windows 13 октября 2016 года, версии для PlayStation 4 и Xbox One выпущена 19 мая 2017 года.

## Сюжет
Действие игры разворачивается через 5 лет после событий игры Shadow Warrior 2013 года. Игроки вновь берут на себя роль современного воина-ниндзя Ло Вана и должны сражаться против армии демонов, которые вторглись в наш мир, из другого измерения под командованием Ороти Дзиллы.

## Игровой процесс
В Shadow Warrior 2 можно играть как в одиночном режиме, так и в кооперативном режиме для 4-х игроков. В кооперативном режиме, каждый игрок испытывает повествование как Lo Wang, но видит других игроков как различных анонимных ниндзя. Уровни являются более открытыми и нелинейными, чем Shadow Warrior. Были добавлены такие новые механики для путешествий, как скалодромы и двойной прыжок, чтобы открыть большее пространство для изучения. Миссии Shadow Warrior 2 имеют меньше ограничений, чем у его предшественника, игроки теперь могут вернуться к одной из предыдущих миссий, чтобы вновь сразиться с прошлыми врагами или прокачать навыки. В игре есть зона, где игрок может взять квесты и улучшить свои способности перед началом миссии. Каждая миссия не только продолжает историю, но и имеет случайно сгенерированный дизайн и контент, в том числе рандомизированные макеты карты, позиции противника, рельефы местности, здания и погодные условия. Игра использует процедурную систему повреждений, которая позволяет игрокам отрезать и взрывать вражеские конечности и части тела. В игре представлено более 70 различных видов оружия, варьируя между огнестрельным оружием и мечами. Убивая врагов игрок получает повышения и гемы, которые нужны для повышения характеристик снаряжения, их свойств и баффов.

## Разработка
Shadow Warrior 2 была разработана студией Flying Wild Hog, которая в 2013 году занималась разработкой оригинальной игры 2013 года. 11 июня 2015 года, издатель Devolver Digital официально анонсировал игру. Игра была выпущена для Microsoft Windows 13 октября 2016 года и для PlayStation 4 и Xbox One в мае 2017 года.

## Дополнительный контент
Для игры было выпущено 3 дополнения: The Way of the Wang в 2016 году, Bounty Hunt Part 1 и Bounty Hunt Part 2 в 2017 году. Все дополнения доступны бесплатно.

## Отзывы и рецензии
| Сводный рейтинг       | Сводный рейтинг                        |
| Агрегатор             | Оценка                                 |
| --------------------- | -------------------------------------- |
| GameRankings          | 78,79 %                                |
| Metacritic            | (PC) 78/100 (PS4) 72/100 (XONE) 78/100 |
| Иноязычные издания    |                                        |
| Издание               | Оценка                                 |
| Destructoid           | 7/10                                   |
| GameRevolution        | [ 7 ]                                  |
| GameSpot              | 8/10                                   |
| IGN                   | 8,6/10                                 |
| PC Gamer (US)         | 78/100                                 |
| Polygon               | 5/10                                   |
| Русскоязычные издания |                                        |
| Издание               | Оценка                                 |
| PlayGround.ru         | 9/10                                   |
| «Игромания»           | 7/10                                   |
| «Игры Mail.ru»        | 8/10                                   |

Shadow Warrior 2 получила преимущественно положительные отзывы. Средняя оценка ПК и Xbox One-версий на агрегаторе оценок Metacritic составляет 78 баллов, версии для PlayStation 4 — 72 балла.